# 성주신
성주신(城主神)은 한국의 가신신앙에서 숭배되는 신 중 하나로, 가신 중 최고신으로 여겨지며 집안의 가장을 수호하는 역할을 맡고 있다. 보편적으로 성주(城主), 성조(成造) 등으로 불린다.
백지를 꽃처럼 접어서, 그 안에 굿상에 올렸던 신장쌀을 세 수저 분량으로 넣어서 봉안하기도 한다. 또한 백지를 사각형으로 접어서 쌀을 넣기도 한다. 한편 성주바탱이[성주단지]로 모시기도 한다.